# Mermessus dominicus
Mermessus dominicus är en spindelart som först beskrevs av Alfred Frank Millidge 1987.  Mermessus dominicus ingår i släktet Mermessus och familjen täckvävarspindlar.
Artens utbredningsområde är Dominica. Inga underarter finns listade i Catalogue of Life.